# Ramon Wipfli
Ramon Wipfli (30 de junio de 2004) es un deportista suizo que compite en atletismo, especialista en las carreras de mediofondo. En los Juegos Europeos de Cracovia 2023 consiguió una medalla de oro en la prueba de 800 m y otra de plata en la misma distancia del Campeonato Europeo Sub-20 de 2023.

## Palmarés internacional
| Juegos Europeos           | Juegos Europeos    | Juegos Europeos  | Juegos Europeos |
| Año                       | Lugar              | Medalla          | Prueba          |
| ------------------------- | ------------------ | ---------------- | --------------- |
| 2023                      | Chorzów (Polonia)  | Medalla de oro   | 800 m           |
| Campeonato Europeo Sub-20 |                    |                  |                 |
| Año                       | Lugar              | Medalla          | Prueba          |
| 2023                      | Jerusalén (Israel) | Medalla de plata | 800 m           |